# USMLE
USMLE(United States Medical Licensing Examination), 미합중국의사면허시험은 미국에서 의료행위를 하기 전에 반드시 합격해야 하는 시험이다. Step 1과 Step 2를 통과하면 ECFMG certificate을 받아서 미국에서 수련을 시작할 수 있다. 주별 면허 취득 조건은 다르나 2년에서 3년 이상의 수련을 받고 Step 3를 합격해야 면허(full license)를 받을 수 있다. 외국의대 재학생과 졸업생도 응시할 수 있으나 ECFMG에서 인정하는 의대를 다니거나 졸업해야 한다.

## 1단계(Step1)
의료행위의 기초가 되는 과목들을 평가한다. 해부학, 생리학, 생화학, 유전학, 행동과학, 통계학, 미생물학(기생충학 포함), 윤리학, 병리학, 약리학, 조직학, 면역학, 분자생물학, 역학 등이다. 미국의 의대생들은 보통 의학전문대학원의 과정 중 2년을 끝낸 후에 응시한다. 8시간에 걸친 280문항 (40 X 7) 복수선택 문제이다.
이 시험은 전세계의 Prometric Center에서 볼 수 있다.

## 2단계
2단계는 의학지식, 수기, 임상의학에 대한 이해를 평가한다. 감독 하에 진료를 수행할 자격을 가리는 것이다. 미국의 의대생들은 의학전문대학원 4년째에 응시한다. 이는 다시 두 가지로 나뉜다.

### 2단계 임상지식(Step2CK)
9시간 걸리는 시험이며 8부분(2009.8.개정되어 44문제)이다. 객관식과 복수선택문제 모두 있다. 내과, 외과, 소아과, 정신과, 산부인과를 포함한다.
이 시험은 전세계의 Prometric Center에서 볼 수 있다.

### 2단계 임상술기(Step2CS)
모의 환자를 진찰을 하여 평가받는다. 이때 환자역할을 하는 사람을 '표준환자'라고 하는데 훈련된 배우이다. 12명의 표준환자를 만나는데 각 표준환자 당 15분이 주어지면 병력청취, 신체검사를 해야한다. 그 다음 10분이 더 주어지고 이때 차트를 쓰는데 이상소견, 초기감별진단 목록과 초기 검사할 항목 등을 쓴다. 2004년 시작된 시험이다. 이 전에도 유사한 시험인 CSA라는 시험이 있었다.
이 시험은 5개 도시(필라델피아, 시카고, 애틀랜타, 휴스턴, 로스앤젤레스)에서 실시된다.

## 3단계(Step3,주면허 시험)
다른 의사의 감독없이 의학지식, 의학, 임상과학을 적용하여 진료할 수 있는지 평가한다. 보통 미국 시민권자나 영주권자들은 수련과정 1년을 마치고 응시한다. 비자가 필요한 경우에는 Step 3를 합격 한 것을 근거로 H1B 비자를 신청할 수 있으므로 수련 시작 전에 이를 통과해 놓는 경우가 많다. Connecticut을 비롯한 몇개 주를 통해 등록하면 수련 전에 볼 수 있다. 이 주들은 시험 등록과 허가에만 관여하며 시험 장소, 차후 수련 장소, 면허 취득은 다른 주에서 할 수 있다.
이틀간 치러지며 각각 8시간 내에 마쳐야 한다. 첫날은 48항목의 336문제의 복수선택문제이고 나뉜 부분(블록)은 각각 60분 내에 마쳐야 한다.
이틀째는 144문제의 복수선택문제이고 36개 항목으로 나뉜다. 각 부분(블록)마다 약 3시간이 주어진다. 또한 8개의 임상증례모사가 있는데 실시간 모사를 통해 환자를 대해야 한다. 그 다음 약물이나 검사를 컴퓨터 프로그램에 처방하면 이 프로그램은 환자 상태의 변화를 나타내준다.
대략 45분이나 1시간의 휴식시간을 쓸 수 있다.
이 시험은 미국 전역과 괌을 포함한 미국령의 Prometric Center에서 볼 수 있다.

## 외국의대졸업자(IMG)의 미국진출
미국은 역사적으로 인력이 부족할 때 외국에서 이민을 받아왔는데 의사의 경우도 예외가 아니어서 많은 외국의대졸업자 의사가 있다. 문호는 미국의 사정에 맞춰 열렸다가 닫혔다가 한다. 중국인 철도건설 노동자나 한국인 하와이 농업노동자(애니깽)을 생각해보면 알 것이다.
미국의사 중 외국의대졸업자의 공급국가는 처음에는 영국등 유럽국가의 비중이 높았다.
미국에 의사를 공급하는 다른 나라들은 영어권 구 식민지 국가들이다. 한국이나 일본은 숫자가 적은 편으로 언어장벽이 제일 큰 문제가 되는 듯하다. 제일 많은 나라는 인도 와 필리핀이며 두나라가 전체 외국의대 출신자의 4분의 1 이상을 차지하고있다.
현재 미국에는 약 6000명의 한국에서 간 의사가 있는데 주로 60년대~70년대에 간 사람들이다. 월남전으로 인해 미국 국내에 의사가 부족했기 때문이다. 이후 문호는 다시 닫혔다.
당시에는 한국에도 의사수가 절대 부족하고 의대도 몇 개 안되는 실정에서 어떤 대학의 경우에는 졸업생의 2/3가 건너간 해가 있기도 하고, 미국의사면허시험에 붙고 한국의사면허시험에 떨어지는 경우도 종종 있었다고 한다.
근래에 USA Today 등의 기사를 보면 3차 베이비붐 세대가 노년에 들어가고 있으며 의사들의 은퇴 연령 역시 급속도로 낮아지고 있으며 또한 짧은 기간 동안 미국 인구가 폭발적으로 증가하여 2020년까지 최소 20만명의 의사가 부족할 것이라는 전망이 나오고 있으며, 이로 인해 향후 IMG들이 미국에서 의료 활동을 할 기회가 크게 증가할 것으로 예상되고 있다.
의대의 신설이나 외국 의대 졸업자에 대한 문호개방은 전적으로 미국 의사 협회(AMA)의 결정사항이다. 미국 의사 협회는 총기협회와 함께 막강한 이익집단이기 때문이다. 최근에는 미국 의사 협회에서조차 미국에서 의사가 크게 부족하며 향후 의사 부족이 심화될 것이라는 것을 인정하고 있다.